# 成遂渝铁路
成遂渝铁路是中国一条连接四川省成都市与重庆市的快速铁路，全长274公里，为沪汉蓉快速客运通道成渝段北线，由遂成铁路与遂渝铁路共同组成。

## 成都至遂宁段
成都至遂宁段，原为“达成铁路遂成段扩能改造工程”，2005年初开始扩能改造，于2009年7月7日全线开通并投入运营，建设完成后由原铁道部重新命名为遂成铁路。该段为成渝快速客运通道和沪汉蓉铁路大通道的共线部分，新建双线电气化铁路速度目标值为200公里／小时，以客运为主，设计近期开行客车74对，远期130对。

## 遂宁至重庆段
遂宁至重庆段即遂渝铁路，全长128公里，设计时速200km/h。西起遂宁站，途经四川省遂宁市和重庆市潼南县、合川区、北碚区至襄渝铁路的北碚站，接入重庆铁路枢纽。新建铁路127.8公里，增建二线17.4公里。遂渝铁路穿过川中丘陵和川东南低山区，桥隧总长占线路总长的38.31％。铁路两跨碚江，重点工程为五桥二隧。2002年2月25日在合川火车站举行了开工典礼，于2006年建成通车。2013年1月复线改造完工，目前全线最高限速200km/h。